# Qüləbənd
Qüləbənd è un comune dell'Azerbaigian situato nel distretto di Ucar. Conta una popolazione di 1 077 abitanti.